# Bəhmətli
Bəhmətli è un comune dell'Azerbaigian situato nel distretto di Zaqatala. Conta una popolazione di 4.273 abitanti.